# Розенбаум, Семён Яковлевич
Семён Яковлевич Розенбаум (ивр. שמשון רוזנבאום‎, Шимшон Розенбаум; лит. Simonas Rozenbaumas; 21 июля 1860, Пинск — 6 декабря 1934, Тель-Авив, Подмандатная Палестина) — присяжный поверенный, лидер сионистского движения в России, депутат Государственной думы Российской империи I созыва от Минской губернии, депутат Литовского Сейма, министр по еврейским делам правительства Литвы (1923—1924), почётный консул Литовской Республики в Палестине.

## Биография
Родился в семье кузнеца. Воспитывался в хедере, до 18 лет учился в разных ешивах. Юность прошла в скитаниях по территориям в «черте оседлости» и по Галиции. Одно время тесно сотрудничал с журналом «Ха-Ор» (идиш האור, Ha-Or), издававшимся в Бучанах. В 1883 году поступил на юридический факультет Новороссийского (ныне Одесского) университета, который окончил в 1887 году со званием кандидата права. Есть сообщения, что он также изучал право в университетах в Черновцах и Вене. В 1887—1889 жил и служил присяжным поверенным в Пинске. Читал лекции по еврейской истории и литературе, по политической экономии. В 1890 году переезжает в Минск, туда же переходит его адвокатская практика. Работал над упорядочением устава Еврейского колониального банка.

### Сионист

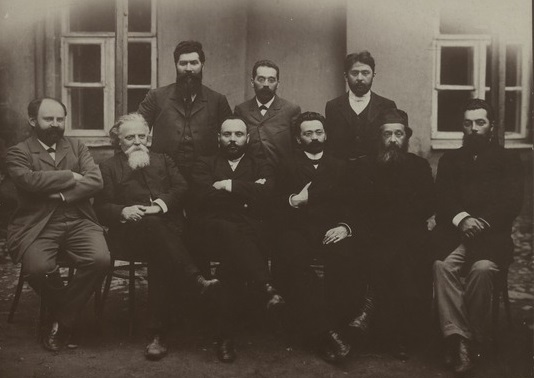
Участники I-го сионистского конгресса в Минске, 1902. Справа налево, стоят: Цви Брук, Симон Розенбаум, Владимир Тёмкин, сидят: Цви Белковский, раввин Шмуэль Яаков Рабинович (из города Сопоцкин), Иехиэль Членов, Менахем Усышкин, Израиль Ясиновский, Ицхак Лейб Гольдберг.

Ещё в годы своего студенчества, начиная с 1885, С. Я. Розенбаум входил в палестинофильский студенческий кружок. С возникновением политического сионизма он стал одним из активнейших его деятелей, а позднее и лидеров сионистского движения в России. Создатель многих сионистских кружков и организаций. Вплоть до 1914 года участник всех Всемирных сионистских конгрессов. В 1900 году на 4-м сионистском конгрессе избран членом Исполнительного комитета (Большого Actions-Comitée) Всемирной сионистской организации и его уполномоченным по центральной Белоруссии. В 1902 году Розенбаум организовал 1-й съезд российских сионистов в Минске. Он в числе первых обратил внимание на роль рабочего класса в сионистском движении. Способствовал созданию первых групп «Поалей-Цион» в Минске и Минской губернии. Выступал против планов еврейской колонизации Уганды. В 1906 году на 3-й Всероссийской конференции сионистов в Гельсингфорсе Розенбаум был избран в члены Центрального комитета (ЦК) Всероссийской сионистской организации.

### Русский политик
14 апреля 1906 избран в 1-ю ГД от общего состава выборщиков Минского губернского избирательного собрания. Член партии кадетов. В Думе ходил соответственно в Конституционно-демократическую фракцию. Член комиссий: об исследовании незаконных действий должностных лиц, для разбора корреспонденции. Подписал законопроекты: «О гражданском равенстве», «О неприкосновенности членов Государственной Думы». Выступал в ходе прений по законопроектам: «О неприкосновенности личности», «Об отмене смертной казни».
10 июля 1906 года в г. Выборге подписал «Выборгское воззвание». За подписание Выборгского воззвания осужден по ст. 129, ч. 1, п. п. 51 и 3 Уголовного Уложения, приговорён к 3 месяцам тюрьмы и лишён избирательных прав.

### Литовский политик

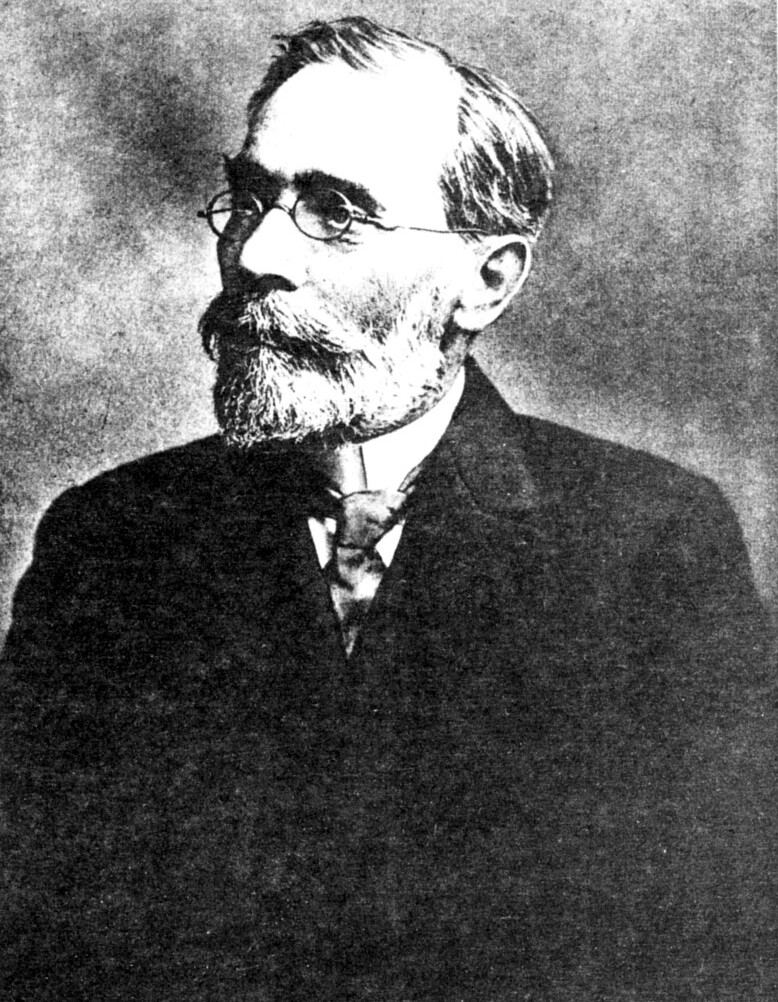
Заместитель министра иностранных дел Литвы, 1919

В дальнейшем выступал в качестве защитника потерпевших по делам о еврейских погромах и защитника обвиняемых на процессах против сионистов. С началом Первой мировой войны жил в Вильне, где возглавил местную сионистскую организацию. В 1918 году член литовской делегации на переговорах с турецким правительством о создании еврейского государства на территории Палестины. В 1919 году член комиссии по составлению проекта конституции Литвы, которая гарантировала евреям широкую национальную автономию; председатель Национального совета евреев Литвы. Заместитель министра иностранных дел в 1-м составе литовского правительства. В 1919 представлял Литву на мирных переговорах в Версале. В 1920 от имени Литвы подписал мирный договор с РСФСР. В 15 мая 1920 года — 13 ноября 1922 депутат Учредительного Сейма от Каунасского избирательного округа. Он принадлежал к еврейской группе. С 5 июня 1923 по 20 февраля 1925 год был депутатом Сейма Литвы II созыва. С июня 1923 по февраль 1924 министр по делам евреев в правительстве премьер-министра Э. Галванаускаса, вышел из состава правительства в связи с отсутствием перспектив достижения национальной автономии для евреев Литвы и в связи с понижением в должности.

### Репатриант в Палестину

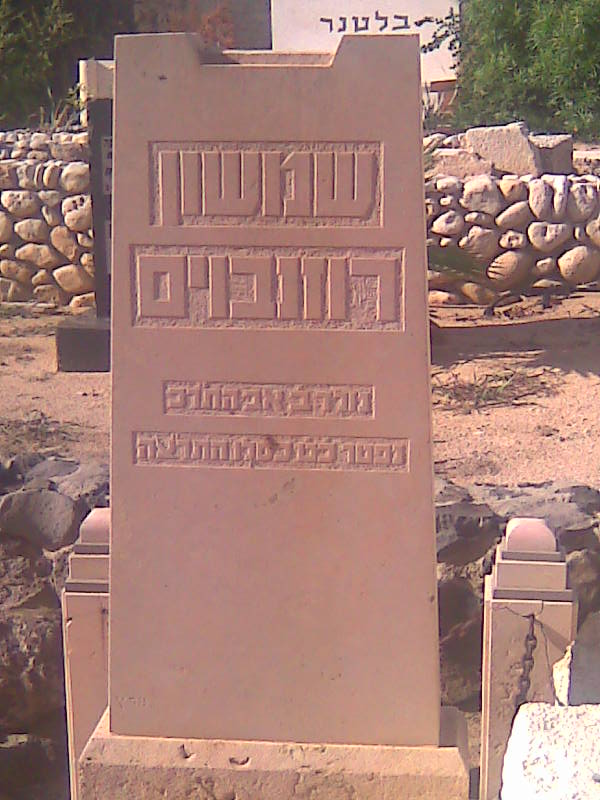
Могила С. Я. Розенбаума на кладбище Трумпельдор в Тель-Авиве.

В 1924 году переселился в Палестину, где был избран председателем Мирового еврейского суда высшей инстанции. С 1927 года почетный консул Литвы, а с 1929 года — генеральный консул в Тель-Авиве. В том же 1929 году, когда ему исполнилось семьдесят лет, президент Литвы наградил его орденом великого князя литовского Гядиминаса. Розенбаум участвовал в организации юридических и экономических факультетов Тель-Авивского университета.
В 1932 году монография С. Я. Розебаума «Идеи суверенитета» (Der Souveränitätsbegriff: ein Versuch seiner Revision) была опубликована в Цюрихе на немецком. Его перу принадлежит ряд статей и эссе по проблемам юриспруденции и сионистского движения. Его работы по вопросам права публиковались в журнале «Процесс» (иврит: «המשפט» (The Trial), журнал о теории и практике юриспруденции), под редакцией С. Айзенштадта.